# エミール・オリヴィエ
エミール・オリヴィエ（Émile Ollivier, 1825年7月2日 – 1913年8月20日）は、フランスの政治家。フランス第二帝政期の1869年に首相となり、1870年までの彼の内閣を議会帝政と呼ぶ。

## 生涯
1825年7月2日にマルセイユで生まれた。父デモステヌ・オリヴィエ（1799年 – 1884年）は七月王政に激しく反対したことで知られており、その父のつてにより、フランス第二共和政の成立直後で弁護士免許を取得したばかりだったがブーシュ＝デュ＝ローヌ県で官職を得た。
父はナポレオン3世にも反対して、1851年12月2日のクーデター以降はフランスを追放されて1860年にようやく帰国を許されたが、オリヴィエは政見が父のそれより穏健であり、マルセイユでの社会主義者蜂起を鎮圧してルイ＝ウジェーヌ・カヴェニャック将軍によりブーシュ＝デュ＝ローヌ県知事に任命された。直後にオート＝マルヌ県のショーモン＝ラ＝ヴィルに左遷されたが、オリヴィエはこれを父の政敵のせいにした。
1857年フランス議会選挙でセーヌ県から選出され立法院議員になった。議会では立憲君主制を主張する野党の一員であり、ジュール・ファーヴル、エルネスト・ピカールらとともにナポレオン3世から立憲君主制に向けた改革を引き出した。そして、11月24日に改革が発表されると、オリヴィエはそれを歓迎したが、わずか1年前にはエティエンヌ・ヴァシュロの弁護で帝政を攻撃したとして弁護士免許を3か月間停止されており、大きな方向転換となった。その後はファーヴルらと距離を置き、1866年から1867年にかけては自由主義帝政を支持する第三党を形成した。
1866年12月末にアレクサンドル・コロンナ＝ヴァレフスキから公共教育大臣への就任を打診されたが、1867年1月19日に発表された改革に不満を感じたため就任を拒否した。その後、1869年9月8日に議会の権限が強化され、続いてウジェーヌ・ルーエルが罷免されると、オリヴィエは入閣した。
新内閣は「1月2日内閣」とも呼ばれ、オリヴィエが実質的に首相を務めた。内閣は発足から僅か1週間後にナポレオン3世の従弟ピエール＝ナポレオン・ボナパルトが共和派のジャーナリストヴィクトル・ノワールを射殺するという難局に直面したが、事件直後の暴動は無血で鎮圧された。それ以外の施策としては県知事に「将来の選挙において、有権者に圧力をかけて与党候補を支持させるようなことをしないように」との通告を発し、ジョルジュ＝ウジェーヌ・オスマンをセーヌ県知事から解任したことが挙げられる。また、フランス第二帝政を立憲君主制に変える憲法改正案が1870年5月8日に国民投票にかけられ、8割以上の賛成で可決された。しかし、憲法改正をめぐり閣内の左派であるルイ・ビュフェ、ナポレオン・ダルー、オーギュスト・ド・タルウエ＝ロワが4月に辞任した。これにより、オリヴィエは次の外務大臣がグラモン公爵に決まるまで暫定外務大臣を数週間務めた。
1870年初にレオポルト・フォン・ホーエンツォレルン＝ジグマリンゲンがスペイン国王に推されると、フランス政府はグラモン公爵の助言に従い、ヴァンサン・ベネデッティに命じて「ホーエンツォレルン家からスペイン王を出さない」確約をプロイセン王ヴィルヘルム1世に要求した。ベネデッティはバート・エムスでヴィルヘルム1世に謁見したが、プロイセン首相オットー・フォン・ビスマルクが事の経過を伝える電報を改竄したエムス電報事件がおこり、オリヴィエは「フランスが戦争を迫られた」と述べて議会に5億フランの戦費を可決させた。しかし、戦況は芳しくなく、ヴィサンブールの戦い、スピシュランの戦い、ヴェルトの戦いでの連敗の報せが届くと、オリヴィエ内閣は1870年8月9日に崩壊、オリヴィエ自身は市民の怒りを回避すべくイタリアに逃亡した。
1873年に帰国した後、ボナパルティストの雑誌『Estafette』に寄稿して君主制復活を目指したが、オリヴィエにはもはや影響力はなく、1880年には同じくボナパルティストのポール・ド・カサニャックと争いを起こした。晩年は著作活動に専念、『自由帝国』(L'Empire libéral)、『一月二日内閣』(Le Ministère du 2 janvier, mes discours)などを著した。
1913年8月20日、サン＝ジェルヴェ＝ル＝バンで死去した。

## 評価
ブリタニカ百科事典によると、「オリヴィエが戦争勃発を防げた可能性は低いが、もし彼が時間をかけてベネデッティから事件の経過を聞いていたら、開戦を先延ばしにできたかもしれない」という。